# Vidstrup
|  | Vidstrup er også en bebyggelse i Hvorslev Sogn, se Vidstrup (Favrskov Kommune) |
Vidstrup er en lille landsby i det nordvestlige Vendsyssel med 203 indbyggere i byområdet (2019), beliggende fem kilometer nord for Hjørring og tre kilometer syd for Tornby.
Vidstrup ligger i Region Nordjylland og hører under Hjørring Kommune. Bebyggelsen er desuden beliggende i Vidstrup Sogn.
Den er en stationsby på Hirtshalsbanen, med Vidstrup Station.